# Long Beach Circuit
Long Beach Circuit är en stadsracerbana i Long Beach i Kalifornien i USA. Banan användes första gången 1975 för ett formel 5000-lopp. Säsongen efter började USA:s Grand Prix West arrangeras på banan som då blev USA:s svar på Monacos Grand Prix. Banlayouten förändrades under de åtta formel 1-säsongerna tre gånger, men samtliga hade den långa svepande högerkurvan längs Shoreline Drive. 
Numera är det Indy Racing League som använder banan.

## F1-vinnare
| Säsong | Förare            | Tillverkare   |
| ------ | ----------------- | ------------- |
| 1983   | John Watson       | McLaren-Ford  |
| 1982   | Niki Lauda        | McLaren-Ford  |
| 1981   | Alan Jones        | Williams-Ford |
| 1980   | Nelson Piquet     | Brabham-Ford  |
| 1979   | Gilles Villeneuve | Ferrari       |
| 1978   | Carlos Reutemann  | Ferrari       |
| 1977   | Mario Andretti    | Lotus-Ford    |
| 1976   | Clay Regazzoni    | Ferrari       |